# Sagan om den sista tanken
Sagan om den sista tanken (Das Märchen vom letzten Gedanken) är en roman skriven av den tyskjudiska författaren Edgar Hilsenrath. Boken handlar om utrotningen av armenierna år 1915. Berättelsen i form av en saga har vunnit många priser och betraktas som det viktigaste som har skrivits om denna historiska händelse.

## Innehåll
Sagan om den sista tanken handlar om en liten by i Anatolien som blir ödelagd av turkar.  Huvudpersonen är armeniern Wartan Khatisian, vars son Thovma dör.  Hans sista tanke - enligt sagan är en människas sista tanke bortom tiden - är den pågående berättelsen om hans förfäder, historien om det armeniska folkets djupa lidande. Sagoberättaren Meddah talar om sitt folks öde, som leder honom från en liten idyllisk bergsby till en tortyrkammare hos den turkiska ledaren. Han blir ögonvittne till den stora pogromen mot armenierna år 1915.  Genom en orientalisk saga, som lånar drag från det olyckliga lilla landets sagor och legender, tar oss Hilsenrath långt tillbaka i den armeniska historien och tangerar alla offer för alla folkmord runt om i världen.  En grym historia, men också en berättelse om kärleken, hoppet och livets under. Hilsenrath har valt att skriva fiktion men har också forskat noggrant om vad som verkligen hände, och han påstår att allt i boken är sant.

## Utmärkelser
Edgar Hilsenrath har fått många priser för sin episka Sagan om den sista tanken.  1989 var Günter Grass prisutdelare när Hilsenrath erhöll Alfred Döblin-priset.  År 2006 hedrades han av presidenten i Armenien, där Hilsenrath anses som nationalhjälte, med armeniska nationalpriset för litteratur.  År 2006 blev han också hedersdoktor vid Jerevans universitet.

## Mottagande och debatt
När Hilsenraths roman först kom ut i Tyskland 1989 jämförde recensenten Alexander von Bormann  (i Neue Zürcher Zeitung) boken med Franz Werfels De fyrtio dagarna på Musa Dagh, som tidigare ansågs vara den bästa litterära skildringen av Armenien:  "Men jag tror att Hilsenraths roman är klart bättre än Werfels; den är samtidigt en historisk och en poetisk roman."
Manfred Orlick menade: "Gång på gång sades det att man inte kan skriva på detta sätt om detta ämne. Författaren har emellertid lyckats förmedla grymheterna i många korta dialoger, skildra dem på ett sätt som berör och samtidigt lyckats förmedla historiska fakta.En omänsklig sagobok som nog bara en Edgar Hilsenrath kan skriva." Författaren själv tycker att denna bok är hans mest poetiska roman.

## Fotnoter
1. ↑  Manfred Orlick: Hilsenrath, Edgar: Das Märchen vom letzten Gedanken, http://www.buchinformationen.de/rezension.php?id=1643, läst 1 juli 2008